# Clepsis truculenta
Clepsis truculenta es una especie de polilla del género Clepsis, categorizada en la tribu Archipini, de la subfamilia Tortricinae.

## Distribución
Se distribuye por México.

## Taxonomía
Fue descrita por Razowski en 1979 y publicada en (Clepsis), Acta zool. cracov. 24: 130.